# Кольонія-Сітно
Кольонія-Сітно (пол. Kolonia Sitno) — село в Польщі, у гміні Ситно Замойського повіту Люблінського воєводства.
У 1975-1998 роках село належало до Замойського воєводства.

## Галерея

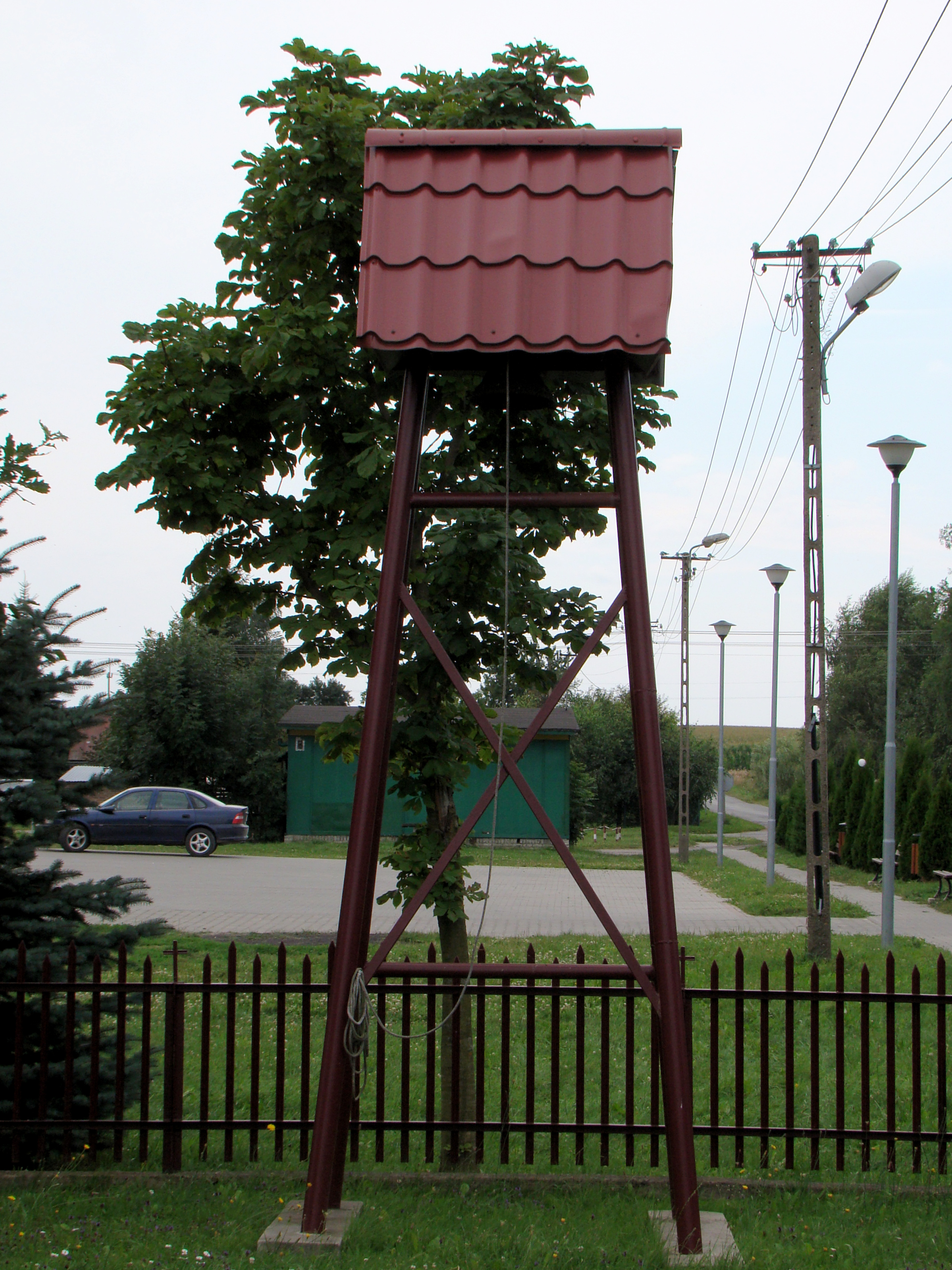
Дзвіниця
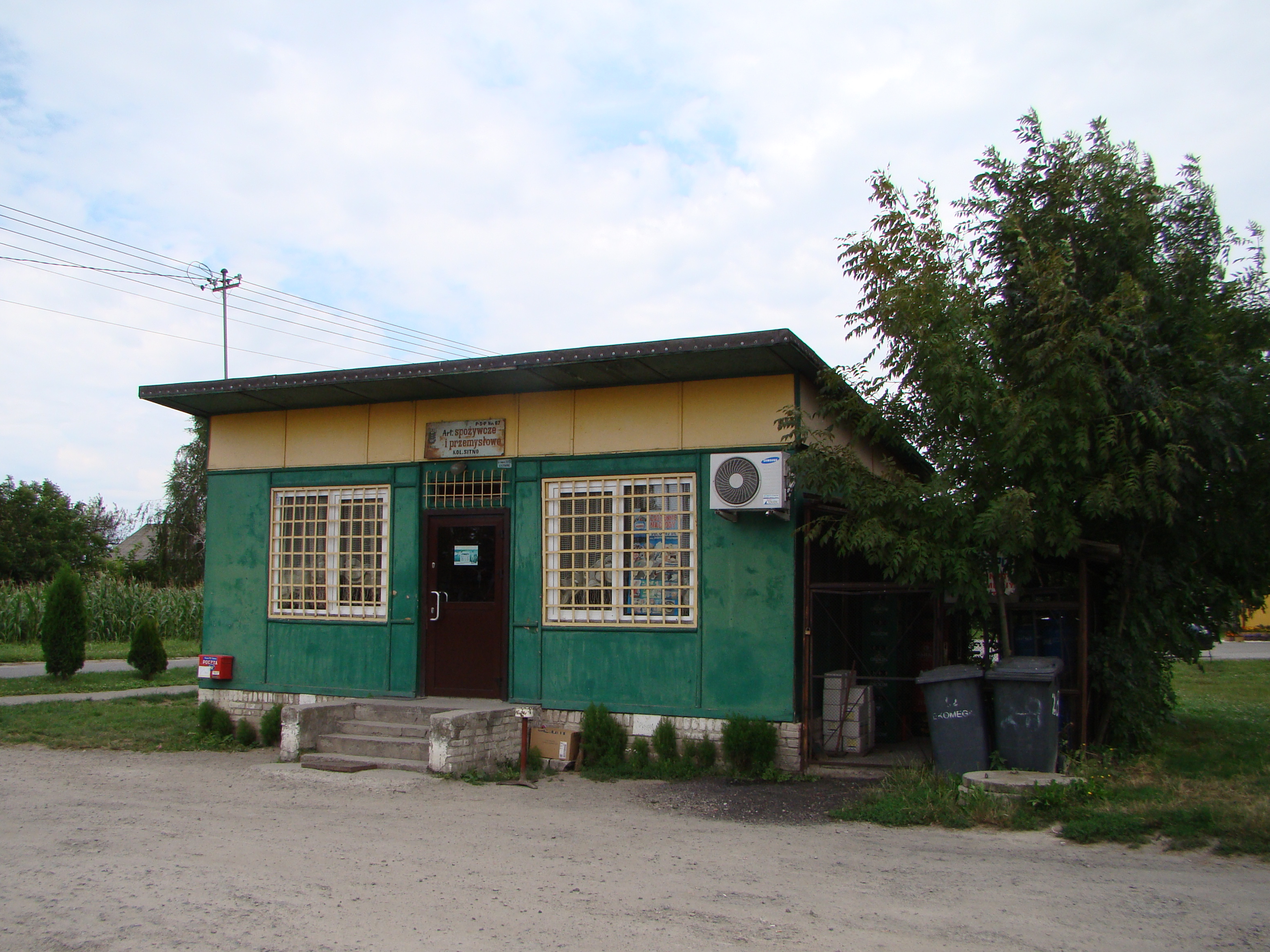
Магазин продовольчих товарів
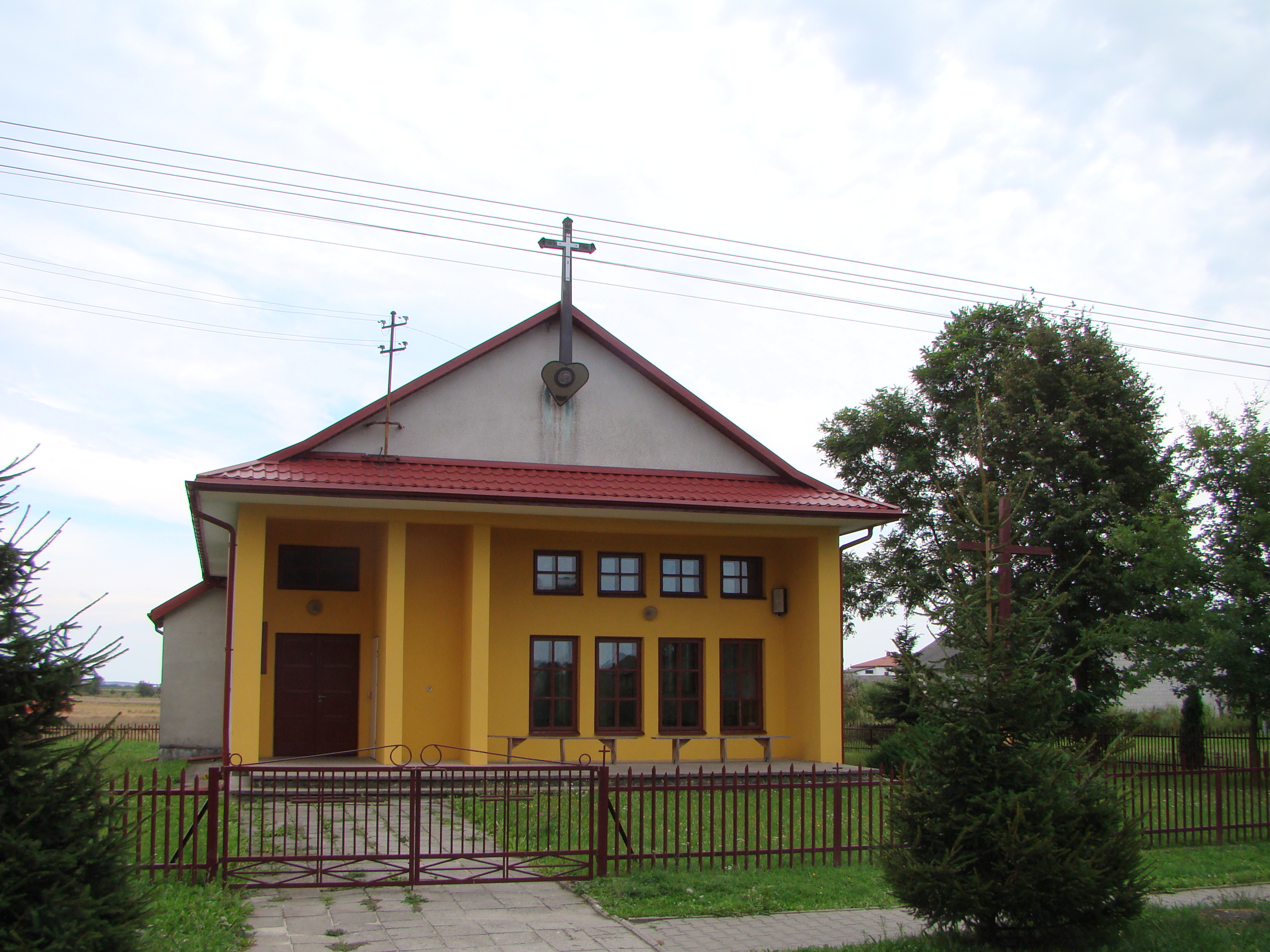
Каплиця Святого Альберта
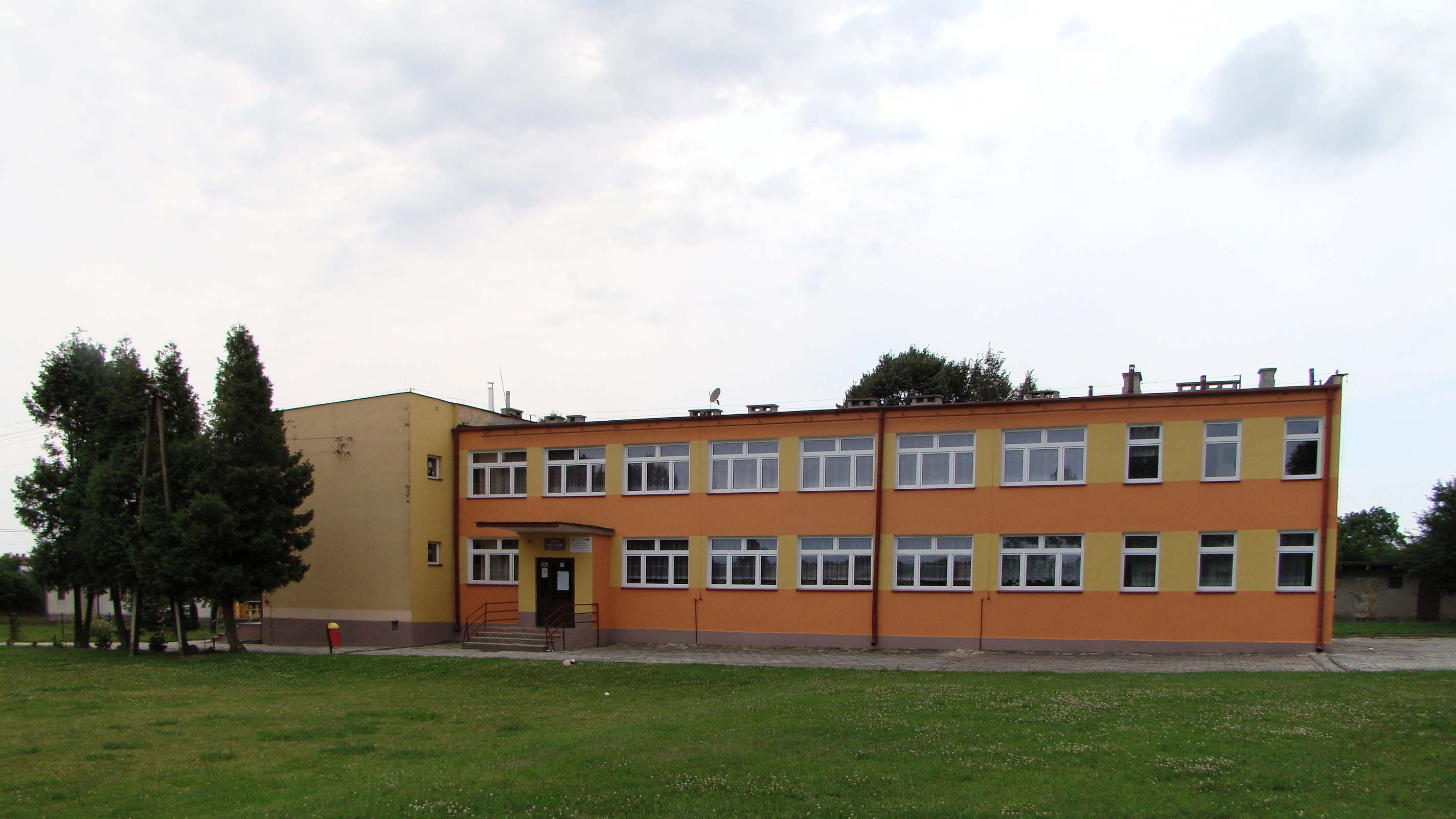
Школа
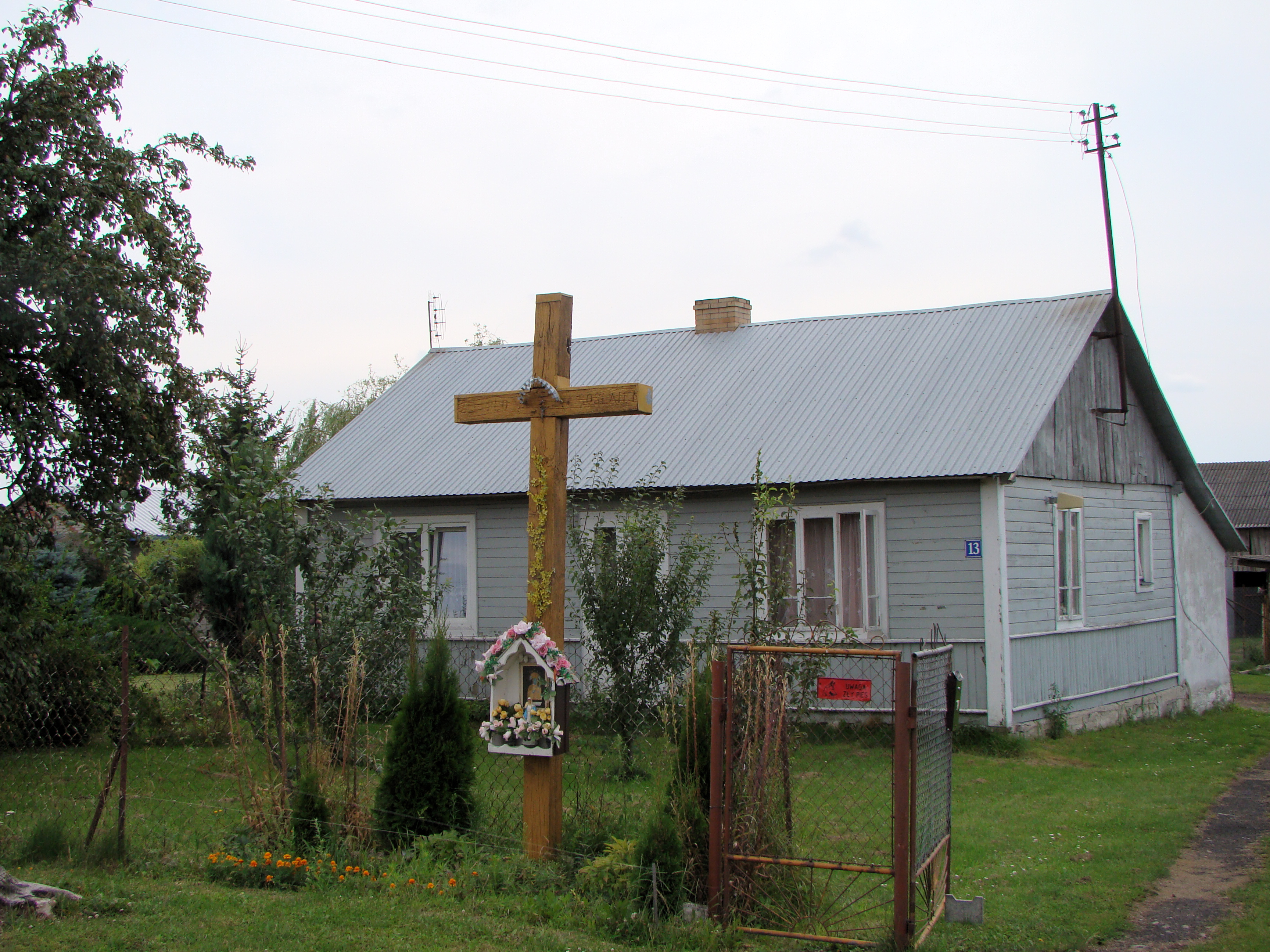
Один із будинків села